# 扎普拉夫诺耶农村居民点
扎普拉夫诺耶农村居民点（俄语：Заплавненское сельское поселение）是俄罗斯联邦伏尔加格勒州列宁斯克区所属的一个农村居民点。其下辖有3个居民点，行政中心为扎普拉夫诺耶。据2016年统计，该农村居民点的人口为4405人。